# Oryctolagus
Oryctolagus es un género de mamíferos de la familia Leporidae. La única especie no extinta de este género es el Oryctolagus cuniculus, o conejo común, descrita por Linnaeus en 1758 como una especie del género Lepus.

## Taxonomía
Este género incluye 5 especies:
- Oryctolagus cuniculus
- Oryctolagus burgi †[2]
- Oryctolagus giberti †[3]
- Oryctolagus lacosti †[2]
- Oryctolagus laynensis †[2]